# 空氣傳播疾病
空氣傳播疾病（英語：Airborne disease）是指由可以在空气中以小颗粒形式传播之病原體引起的任何疾病，涉及的活動包括：大叫、唱歌、咳、打噴嚏、更衣、進食。 空氣調節、空氣污染 、吸煙是惡化因素。在大廈，屋內負氣壓，也是惡化因素。

## 例子
結核桿菌、水痘、麻疹病毒、2019冠狀病毒病、嗜肺军团菌 、天花病毒。